# دوران گرگ
دوران گرگ (سوئدی: Vargens tid) یک فیلم درام سوئدی-دانمارکی به کارگردانی هانس آلفردسون است که در سال ۱۹۸۸ منتشر شد.

## بازیگران
- بنی هاگ
- ملیندا کینامان
- لیل لیندفوش
- پـِر ماتسون
- استلان اسکاشگورد
- یوستا اییکمان
- استیگ اولین
- گئورگ ارلین
- بارد اووه
- کارل-گوستاو لیندستت
- پی‌یر لیندستت
- ماریا آنتونیو
- بنیت نیلسون